# فرناندو مورینتس
فرناندو مورینتس سانچز (به اسپانیایی: Fernando Morientes Sánchez) (زادهٔ ۵ مارس ۱۹۷۶)، مهاجم بازنشسته اسپانیاییست که دوران اوج فوتبال خود را در باشگاه رئال مادرید و تیم ملی اسپانیا بازی کرد. از او به عنوان یکی از اسطوره های رئال مادرید نام برده میشود.